# Jamesdicksonia scirpicola
Jamesdicksonia scirpicola är en svampart som först beskrevs av Thirum. & J.G. Dicks., och fick sitt nu gällande namn av R. Bauer, Begerow, A. Nagler & Oberw. 2001. Jamesdicksonia scirpicola ingår i släktet Jamesdicksonia och familjen Georgefischeriaceae.   Inga underarter finns listade i Catalogue of Life.